# Castelo de Douglas

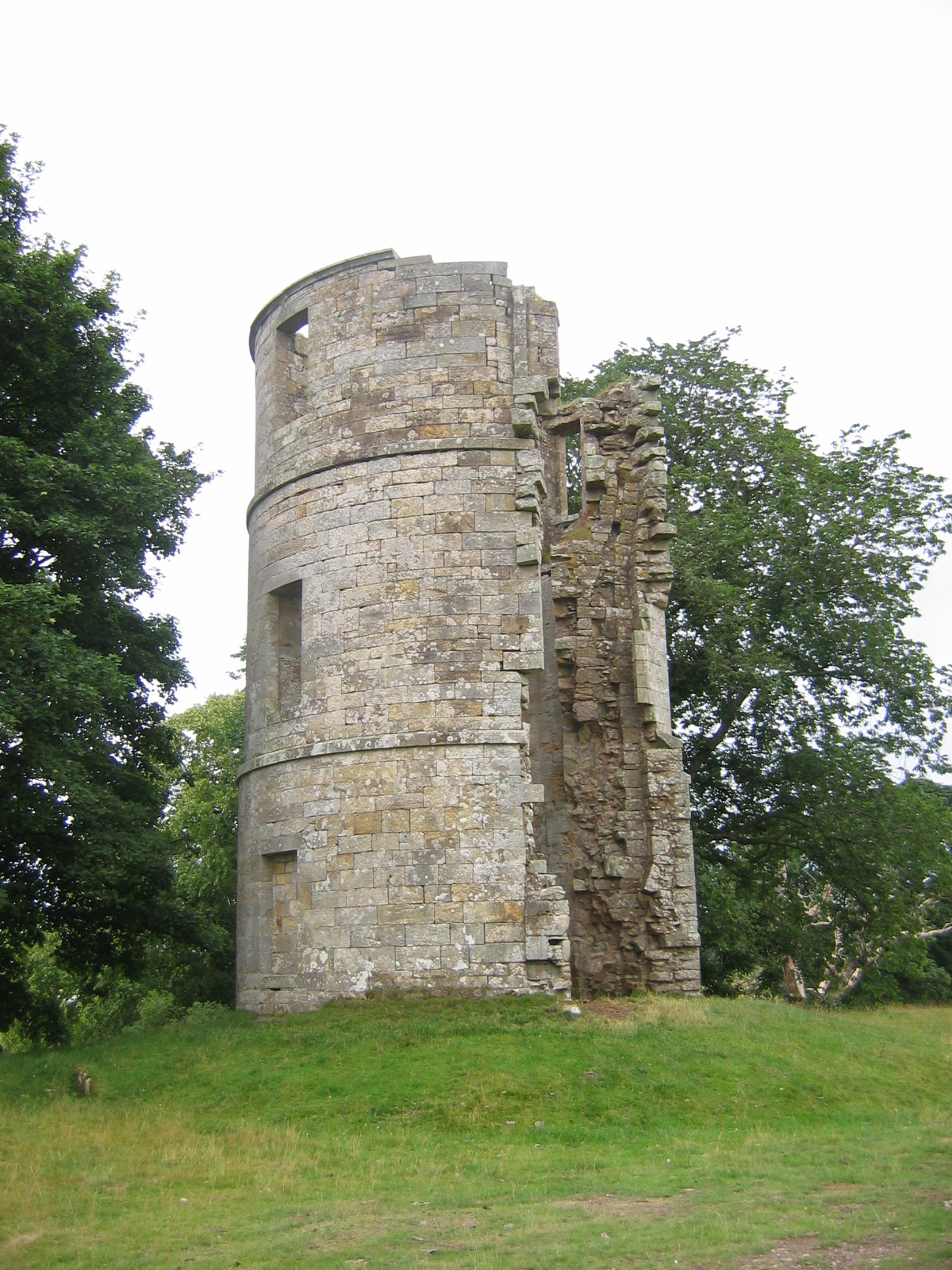
Castelo de Douglas, Escócia.

O Castelo de Douglas (em língua inglesa Douglas Castle) é uma torre localizada em Douglas, South Lanarkshire, Escócia.
Encontra-se classificado na categoria "C" do "listed building" desde 12 de janeiro de 1971.